# Citroën Ami

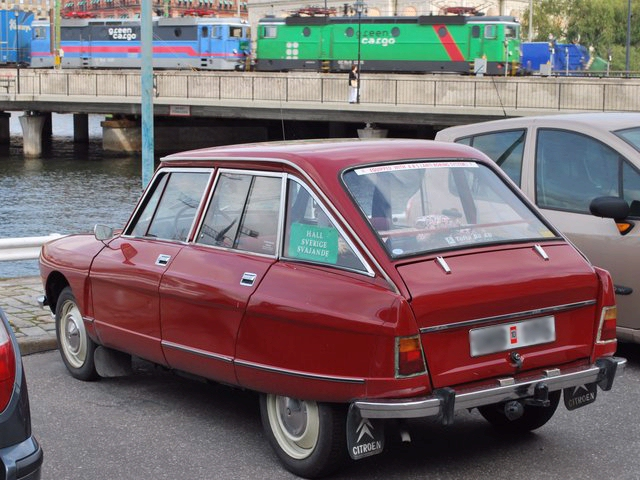
Citroën Ami 8 Berline

Citroën Ami är en personbil tillverkad av den franska biltillverkaren Citroën mellan 1961 och 1979. Bilen var framhjulsdriven och baserad på samma teknik som modellen 2CV. Tillsammans med den några år senare introducerade systermodellen Dyane skulle den erbjuda ett lite rymligare och mer påkostat alternativ till den rustika 2CV. Ami var den större av modellerna och blev en succé i hemlandet Frankrike, där den tidvis var den mest sålda billmodellen på marknaden. Ami 6 tillverkades 1961-71 och Ami 8 1969-79. Från 1972 fanns också en Ami Super med enlitersmotorn från GS. Alla modellerna fanns som Berline (sedan), Break (kombi) och Service (en Break i skåpversion). Sedanversionen av Ami 6 utmärkte sig genom att bakrutan sluttade inåt som på Ford Anglia 1959-68. Ami 8-sedanen fick en mer halvkombiliknande bakdel.

## Ami 6
I slutet av 1950-talet hade Citroën två modellserier att erbjuda, den lilla enkla 2CV och de stora påkostade ID/DS-modellerna. För att fylla gapet däremellan behövdes en mellanklassbil. Lösningen blev att konstruera en större och rymligare kaross som passade på underredet till en 2CV. Man kunde på det sättet utnyttja befintlig teknik och spara pengar på utvecklingsarbetet. Den nya bilen blev större och tyngre, och fick därför en aningen större motor med 20 hk och 602 cc volym. Första modellen kallades Ami 6, och fanns som Berline (sedanmodell) och från 1964 även som Break (kombi).

## Ami 8
1969 presenterades den nya modellen av Ami, som fick namnet Ami 8. Den största yttre förändringen var att den "felvända" bakrutan nu ersattes av en halvkombiliknande bakre del av karossen. Det är dock ingen halvkombi, eftersom bakrutan inte följer med när man öppnar bagageluckan. De mekaniska delarna skiljer sig inte så mycket åt, men Ami 8 har skivbromsar fram, fortfarande monterade invändigt intill växellådan.

## M35
Mellan 1969 och 1971 tillverkade Citroën en prototypserie av modellen M35, som var baserad på Ami. Den största nyheten med bilen var en enkelskivig wankelmotor, som var en motortyp Citroën satsade på vid den tiden. Hydraulisk fjädring ingick också i konceptet. Bilen såldes aldrig officiellt, men erbjöds till utvalda Citroën-kunder för långtidstest i daglig användning. Bilarna togs sedan tillbaka och skrotades. Många detaljer från konstruktionen kom sedan att användas i andra modeller. 
M35 hade med dagens mått beskedliga prestanda. 0-100 km/h avverkades på 19 sekunder. 

## Ami Super
Efter att Citroën GS introducerats, fanns det tillgång till en fyrcylindrig version av den motor som drev Ami. 1973-1976 erbjöds den mindre av GS-motorerna även i Ami, som då fick namnet Ami Super. Det är troligt att Ami användes som testbänk när GS-motorerna utvecklades och testades. Det är inte bara motorn som skiljer Ami Super från en Ami 8, utan även växellåda och bromsar har plockats från GS. Det betydde att växelspaken blev golvmonterad till skillnad från den klassiska "kryckan" som sitter i instrumentbrädan i övriga Ami-modeller. Fjädringen byggdes också om för att klara den högre effekten.  